# Blue Harvest
«Blue Harvest» (с англ. — «Голубой урожай») — первая серия шестого сезона мультсериала «Гриффины». Премьерный показ состоялся 23 сентября 2007 года на канале FOX.

## Сюжет
Гриффины смотрят по телевизору чемпионат по гольфу, но затем пропадает свет. Чтобы развлечь семью, Мег предлагает рассказывать истории. Питер желает рассказать историю о «Звёздных войнах», начиная с четвёртого эпизода. Далее следует версия «Звёздных войн» в стиле Гриффинов.
После смешного начального текста (например, «Давным-давно, но почему-то в будущем…») показывается корабль принцессы, за которым гонится Звёздный разрушитель над планетой Татуин. На корабле повстанцев принцесса Лея (Лоис) пытается послать голографическое сообщение с планами Звезды смерти Оби-Вану Кеноби через R2-D2 (Кливленд). Но так как для этого требуется загрузить RealPlayer 7, R2 решает лично принести сообщение Оби-Вану. Лею хватают штурмовики и приводят её к Дарту Вейдеру (Стьюи), а R2 и C-3PO (Куагмайр) сбегают на Татуин в спасательной капсуле. Как и в фильме, их хватают джавы (один из которых — Морт) и продают Оуэну и Беру Ларсам (Картер и Барбара Пьютершмидт).
Люк (Крис), племянник Оуэна и Беру, решает присоединиться к повстанцам для борьбы с Империей. Ремонтируя R2, Люк обнаруживает сообщение Леи. На следующий день R2-D2 сбегает, вынуждая Люка и C-3PO искать его. По пути на них нападает таскенский рейдер (Опи), но их выручает Оби-Ван Кеноби (Герберт). Оби-Ван отводит их к себе домой, где Люк показывает ему голографическое сообщение от Леи. Оби-Ван отдаёт Люку световой меч его отца. Понимая, что Империя будет искать это сообщение, Люк бежит домой, но обнаруживает свой дом уже сожжённым, а своих дядю и тётю — мёртвыми.
Тем временем на Звезде смерти Вейдер узнаёт, что у станции есть одна-единственная слабость: выхлопная труба (добавленная архитекторами для красоты). После долгой дискуссии Вейдер приказывает заделать дыру (предварительно запросив цену за работу). Позже гранд-мофф Таркин (Адам Вест) решает проверить «планетовзрыватель» Звезды смерти на родной планете Леи, Алдераане. В баре «Мос Айсли» Оби-Ван и Люк встречаются с Ханом Соло (Питер) и Чубаккой (Брайан), которые соглашаются повезти их к Алдераану на своём звездолёте «Тысячелетний сокол», чтобы доставить планы Звезды смерти отцу Леи. Они совершают световой прыжок. Экипаж прибывает к Алдераану, но планета уже уничтожена: от неё остались лишь астероиды, которые сбивает двухмерный корабль. Звезда смерти хватает корабль тракторным лучом и забирает его на борт. Хан и Люк нападают на двух штурмовиков и надевают их форму. Люк, Хан и Чубакка идут на поиски Леи, освобождая её из камеры заключения и прыгая в мусорную камеру. После короткого появления дианоги (Мег), стены камеры начинают сближаться. Их ненароком спасает C-3PO, облокотившийся на кнопку отключения компактора, но прежде чем бежать, Хан и Чубакка решают забрать с собой понравившийся им диван.
Оби-Ван встречается с Вейдером. Начинается бой на мечах, но меч Оби-Вана не может стать прямо, пока он не видит Люка. Однако побеждает всё-таки Вейдер, и старик исчезает. Остальные персонажи сбегают на корабле после того, как Хану едва удаётся погрузить диван. Им приходится отстреливаться от преследующих TIE-истребителей, пилотируемых таиландцами. Прыгнув в гиперпространство, они попадают на базу повстанцев на планете Явин-4.
Повстанцы собираются атаковать Звезду смерти «Крестокрылами», просмотрев видеоинструкцию на эту тему с баскетболистом Мэджиком Джонсоном. Ход битвы аналогичен той же сцене в фильме. Голос Оби-Вана подсказывает Люку использовать Силу для уничтожения станции, но ему на хвост садится Вейдер. Появляется «Сокол» с Ханом и Чубаккой (которые заменили кресла пилота и навигатора диваном) и спасает Люка в последний момент, посылая Вейдера на бесконтрольную спираль в космос. Люк торпедирует выхлопную трубу, и Звезда смерти взрывается.
Закончив рассказ, Гриффины замечают, что включили свет. Все благодарят Питера за интересную историю, хотя Крис утверждает, что мультсериал «Робоцып» сделал это первым. Вспыхивает дискуссия, во время которой Питер утверждает, что никто не смотрит «Робоцып». Обиженный Крис обзывает Питера негодяем и убегает. Питер начинает напевать мотив «Звёздных войн».